# Zavrate
Zavrate este o localitate din comuna Radeče, Slovenia, cu o populație de 26 de locuitori.